# Pholcus

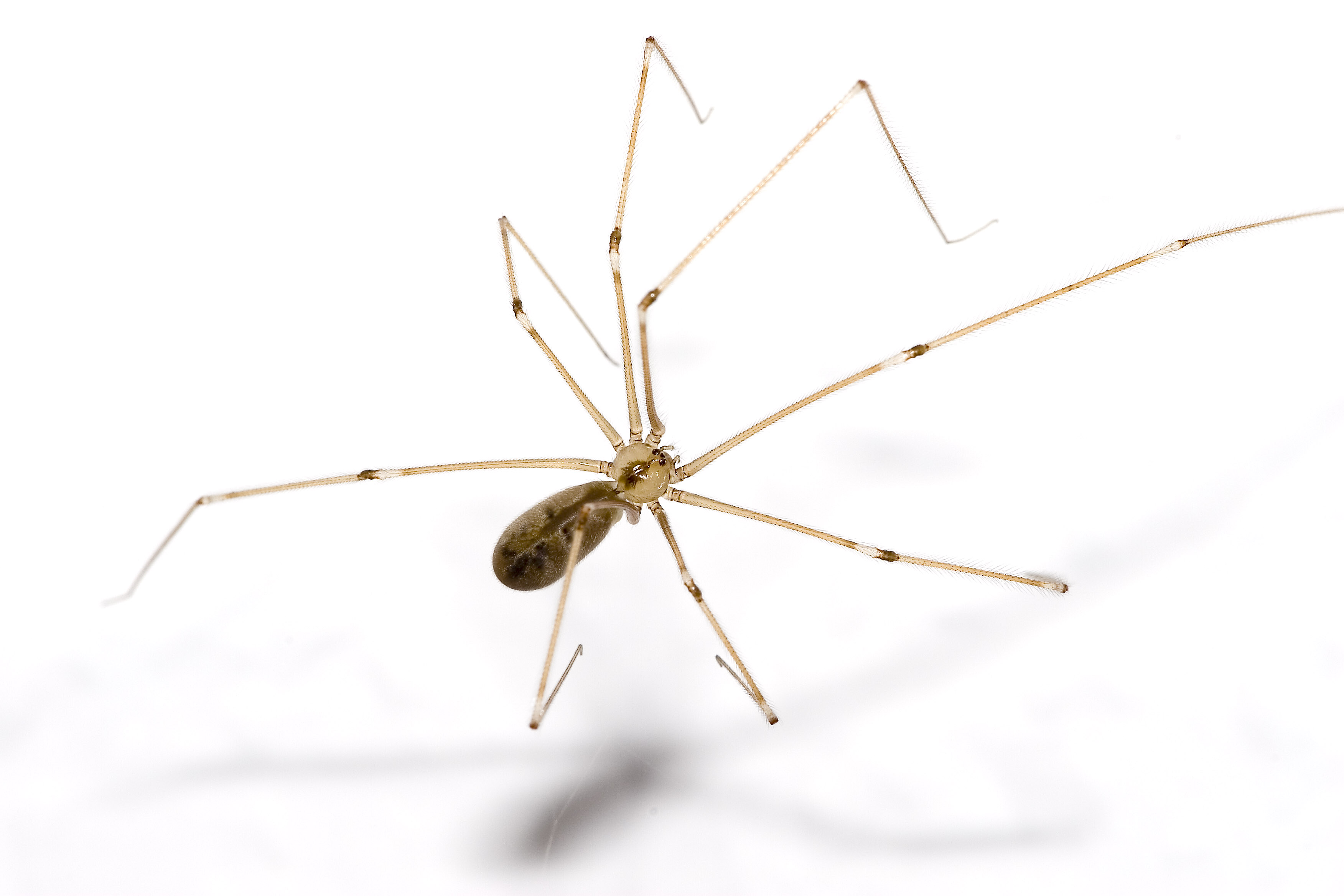
Pholcus phalangioides

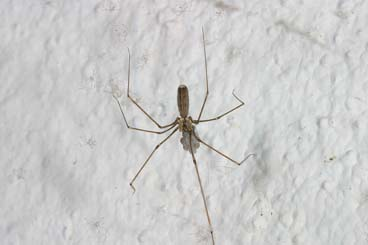
Pholcus okinawaensis

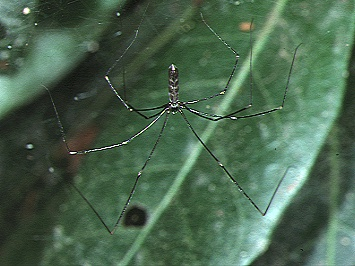
Pholcus nagasakiensis

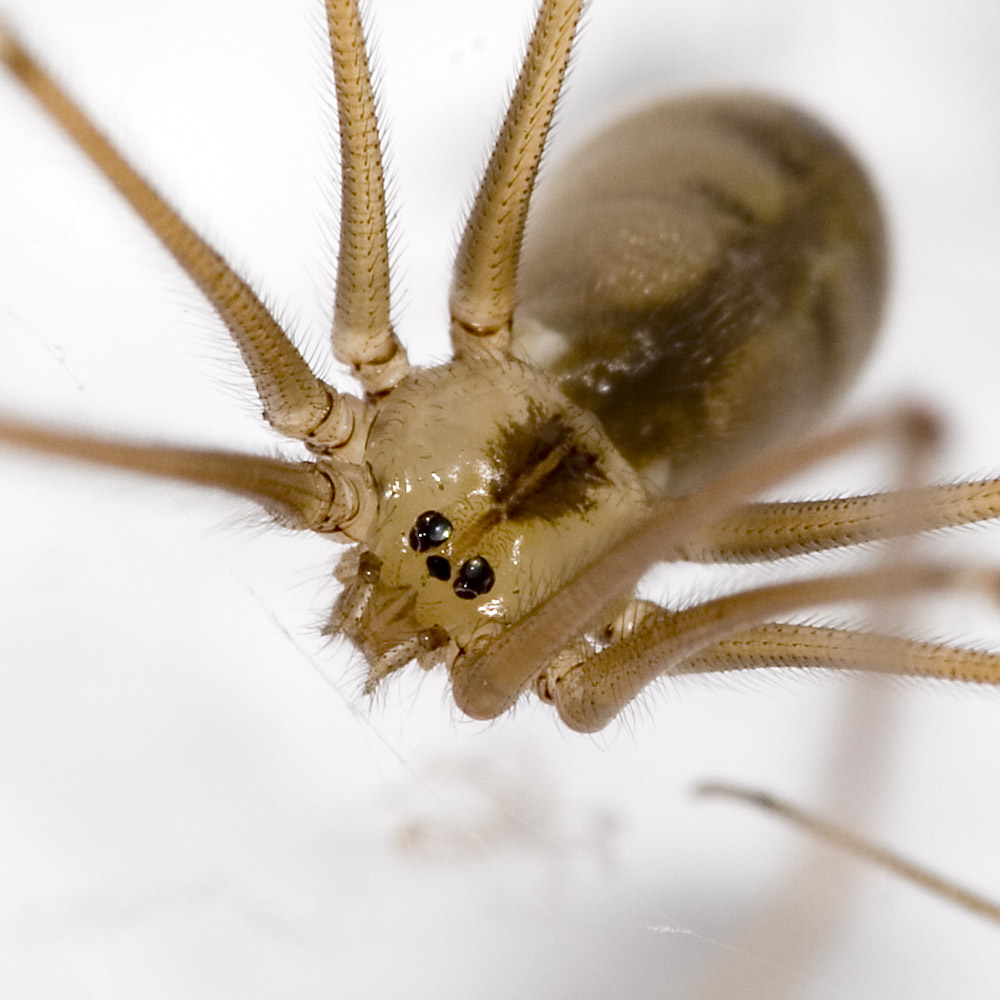
Pholcus phalangioides (ampliação).

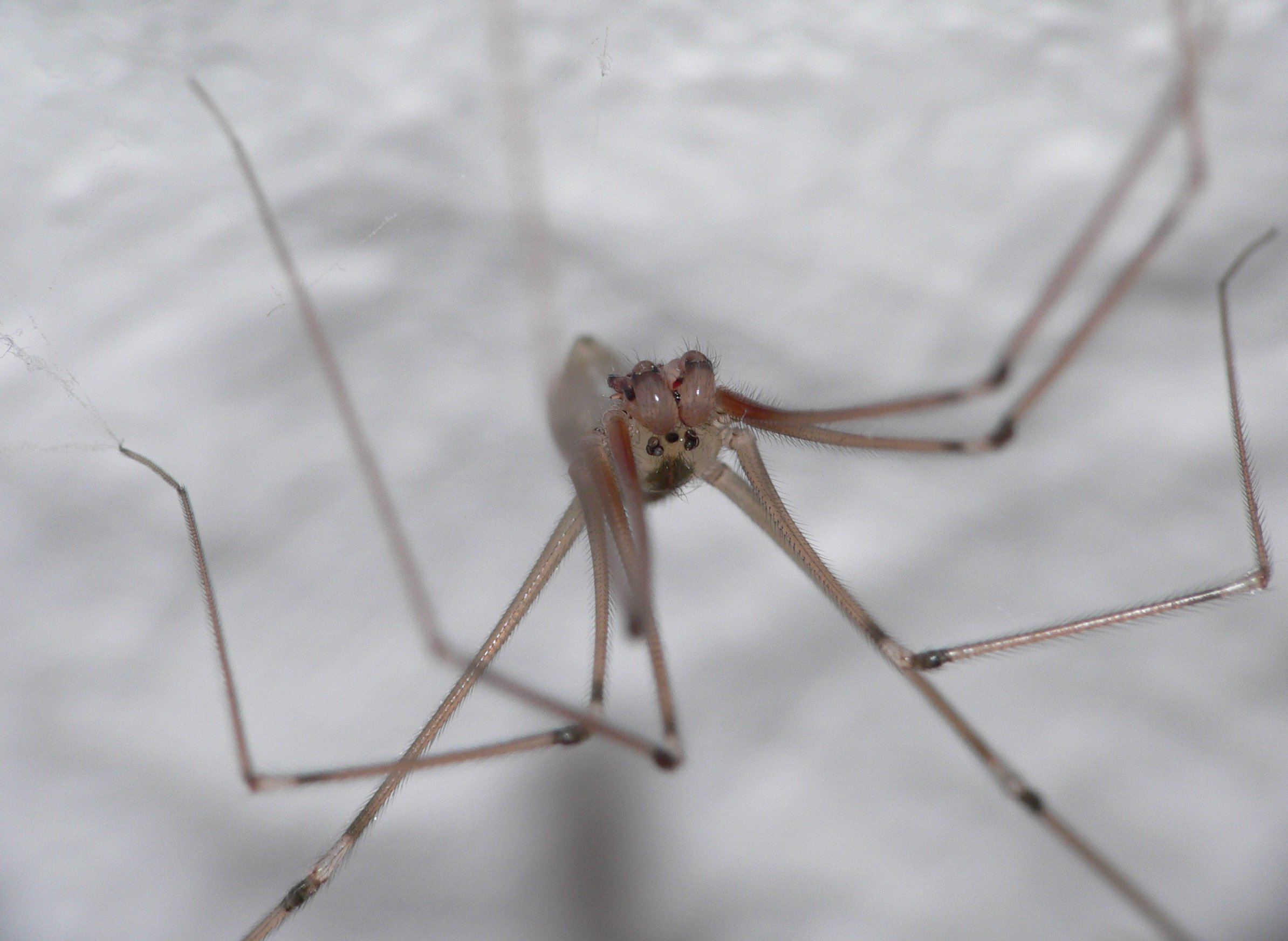
Pholcus phalangioides.

Pholcus phalangioides antes da postura.

Pholcus Walckenaer, 1805 é um género de aranhas pertencentes à família Pholcidae, com cerca de 125 espécies, que inclui algumas aranhas domésticas, nomeadamente a espécie P. phalangioides.

## Descrição
As espécies pertencentes ao género Pholcus caracterizam-se por corpos comparativamente pequenos, com 4 a 15 mm de comprimento, pernas longas e com aspecto frágil. Coloração variável, mas predominando os tons de castanho, frequentemente com marcas distintivas no cefalotórax e abdómen. Os animais podem viver até aos 3 anos de idade. A postura é composta em geral por algumas dezenas de ovos, envoltos num casulo fino que é transportado nos pedipalpos da fêmea até à eclosão.
O género Pholcus é encontrada principalmente em climas quentes. As regiões onde o táxon apresenta maior biodiversidade são a China, a Ásia Central, o Sueste da Ásia e a Ásia Menor, embora esteja representado na Austrália, África e Américas. Algumas espécias apresentam marcada sinantropia, tendendo para o cosmopolitismo, com destaque para Pholcus phalangioides e Pholcus opilionides.
As espécies deste género são acribeladas, construindo teias tridimensionais difusas, constituídas por seda não adesiva, embora extremamente elástica e adaptada a climas quentes e húmidos.

## Taxonomia
The World Spider Catalog 13.0 aponta as seguintes espécies:
- Pholcus abstrusus Yao & Li, 2012
- Pholcus acerosus Peng & Zhang, 2011
- Pholcus acutulus Paik, 1978
- Pholcus aduncus Yao & Li, 2012
- Pholcus afghanus Senglet, 2008
- Pholcus agadir Huber, 2011
- Pholcus agilis Yao & Li, 2012
- Pholcus alloctospilus Zhu & Gong, 1991
- Pholcus alpinus Yao & Li, 2012
- Pholcus alticeps Spassky, 1932
- Pholcus amani Huber, 2011
- Pholcus anachoreta Dimitrov & Ribera, 2006
- Pholcus ancoralis L. Koch, 1865
- Pholcus andulau Huber, 2011
- Pholcus anlong Chen, Zhang & Zhu, 2011
- Pholcus arayat Huber, 2011
- Pholcus arkit Huber, 2011
- Pholcus armeniacus Senglet, 1974
- Pholcus arsacius Senglet, 2008
- Pholcus atrigularis (Simon, 1901)
- Pholcus attuleh Huber, 2011
- Pholcus babao Tong & Li, 2010
- Pholcus bailongensis Yao & Li, 2012
- Pholcus baka Huber, 2011
- Pholcus bakweri Huber, 2011
- Pholcus baldiosensis Wunderlich, 1992
- Pholcus bamboutos Huber, 2011
- Pholcus bangfai Huber, 2011
- Pholcus bantouensis Yao & Li, 2012
- Pholcus batepa Huber, 2011
- Pholcus beijingensis Zhu & Song, 1999
- Pholcus berlandi Millot, 1941
- Pholcus bessus Zhu & Gong, 1991
- Pholcus bicornutus Simon, 1892
- Pholcus bidentatus Zhu, Zhang, Zhang & Chen, 2005
- Pholcus bikilai Huber, 2011
- Pholcus bimbache Dimitrov & Ribera, 2006
- Pholcus bing Yao & Li, 2012
- Pholcus bohorok Huber, 2011
- Pholcus bolikhamsai Huber, 2011
- Pholcus bourgini Millot, 1941
- Pholcus brevis Yao & Li, 2012
- Pholcus calcar Wunderlich, 1987
- Pholcus calligaster Thorell, 1895
- Pholcus camba Huber, 2011
- Pholcus caspius Senglet, 2008
- Pholcus ceheng Chen, Zhang & Zhu, 2011
- Pholcus chang Yao & Li, 2012
- Pholcus chappuisi Fage, 1936
- Pholcus chattoni Millot, 1941
- Pholcus cheaha Huber, 2011
- Pholcus chiangdao Huber, 2011
- Pholcus chicheng Tong & Li, 2010
- Pholcus choctaw Huber, 2011
- Pholcus cibodas Huber, 2011
- Pholcus circularis Kraus, 1960
- Pholcus clavatus Schenkel, 1936
- Pholcus clavimaculatus Zhu & Song, 1999
- Pholcus cophenius Senglet, 2008
- Pholcus corcho Wunderlich, 1987
- Pholcus corniger Dimitrov & Ribera, 2006
- Pholcus crassipalpis Spassky, 1937
- Pholcus crassus Paik, 1978
- Pholcus creticus Senglet, 1971
- Pholcus crypticolens Bösenberg & Strand, 1906
- Pholcus cuneatus Yao & Li, 2012
- Pholcus dade Huber, 2011
- Pholcus dali Zhang & Zhu, 2009
- Pholcus datan Tong & Li, 2010
- Pholcus decorus Yao & Li, 2012
- Pholcus debilis (Thorell, 1899)
- Pholcus dentatus Wunderlich, 1995
- Pholcus dieban Yao & Li, 2012
- Pholcus diopsis Simon, 1901
- Pholcus dixie Huber, 2011
- Pholcus djelalabad Senglet, 2008
- Pholcus doucki Huber, 2011
- Pholcus dungara Huber, 2001
- Pholcus edentatus Campos & Wunderlich, 1995
- Pholcus elongatus (Yin & Wang, 1981)
- Pholcus elymaeus Senglet, 2008
- Pholcus erewan Huber, 2011
- Pholcus ethagala Huber, 2011
- Pholcus exceptus Tong & Li, 2009
- Pholcus exilis Tong & Li, 2010
- Pholcus extumidus Paik, 1978
- Pholcus fagei Kratochvíl, 1940
- Pholcus faveauxi (Lawrence, 1967)
- Pholcus fengcheng Zhang & Zhu, 2009
- Pholcus fragillimus Strand, 1907
- Pholcus fuerteventurensis Wunderlich, 1992
- Pholcus gangziensis Yao & Li, 2012
- Pholcus gaoi Song & Ren, 1994
- Pholcus genuiformis Wunderlich, 1995
- Pholcus gombak Huber, 2011
- Pholcus gomerae Wunderlich, 1980
- Pholcus gosuensis Kim & Lee, 2004
- Pholcus gracillimus Thorell, 1890
- Pholcus guadarfia Dimitrov & Ribera, 2007
- Pholcus guani Song & Ren, 1994
- Pholcus gui Zhu & Song, 1999
- Pholcus guineensis Millot, 1941
- Pholcus halabala Huber, 2011
- Pholcus hamatus Tong & Ji, 2010
- Pholcus harveyi Zhang & Zhu, 2009
- Pholcus helenae Wunderlich, 1987
- Pholcus henanensis Zhu & Mao, 1983
- Pholcus hieroglyphicus Pavesi, 1883
- Pholcus higoensis Irie & Ono, 2008
- Pholcus hoyo Huber, 2011
- Pholcus huapingensis Yao & Li, 2012
- Pholcus huberi Zhang & Zhu, 2009
- Pholcus hurau Huber, 2011
- Pholcus hyrcanus Senglet, 1974
- Pholcus hytaspus Senglet, 2008
- Pholcus imbricatus Yao & Li, 2012
- Pholcus intricatus Dimitrov & Ribera, 2003
- Pholcus jaegeri Huber, 2011
- Pholcus jiaotu Yao & Li, 2012
- Pholcus jinniu Tong & Li, 2010
- Pholcus jinwum Huber, 2001
- Pholcus jiulong Tong & Li, 2010
- Pholcus jiuwei Tong & Ji, 2010
- Pholcus jixianensis Zhu & Yu, 1983
- Pholcus joreongensis Seo, 2004
- Pholcus jusahi Huber, 2011
- Pholcus kakum Huber, 2009
- Pholcus kamkaly Huber, 2011
- Pholcus kandahar Senglet, 2008
- Pholcus kangding Zhang & Zhu, 2009
- Pholcus kapuri Tikader, 1977
- Pholcus karawari Huber, 2011
- Pholcus kerinci Huber, 2011
- Pholcus khene Huber, 2011
- Pholcus kihansi Huber, 2011
- Pholcus kimi Song & Zhu, 1994
- Pholcus kinabalu Huber, 2011
- Pholcus kindia Huber, 2011
- Pholcus kingi Huber, 2011
- Pholcus knoeseli Wunderlich, 1992
- Pholcus koah Huber, 2001
- Pholcus koasati Huber, 2011
- Pholcus kohi Huber, 2011
- Pholcus kribi Huber, 2011
- Pholcus kui Yao & Li, 2012
- Pholcus kunming Zhang & Zhu, 2009
- Pholcus kwamgumi Huber, 2011
- Pholcus kwanaksanensis Namkung & Kim, 1990
- Pholcus kwangkyosanensis Kim & Park, 2009
- Pholcus kyondo Huber, 2011
- Pholcus laksao Huber, 2011
- Pholcus lambertoni Millot, 1946
- Pholcus lamperti Strand, 1907
- Pholcus lanieri Huber, 2011
- Pholcus ledang Huber, 2011
- Pholcus leruthi Lessert, 1935
- Pholcus lexuancanhi Yao, Pham & Li, 2012
- Pholcus lijiangensis Yao & Li, 2012
- Pholcus lilangai Huber, 2011
- Pholcus lingulatus Gao, Gao & Zhu, 2002
- Pholcus linzhou Zhang & Zhang, 2000
- Pholcus liui Yao & Li, 2012
- Pholcus liutu Yao & Li, 2012
- Pholcus lualaba Huber, 2011
- Pholcus luding Tong & Li, 2010
- Pholcus luki Huber, 2011
- Pholcus lupanga Huber, 2011
- Pholcus madeirensis Wunderlich, 1987
- Pholcus magnus Wunderlich, 1987
- Pholcus malpaisensis Wunderlich, 1992
- Pholcus manueli Gertsch, 1937
- Pholcus mao Yao & Li, 2012
- Pholcus maronita Brignoli, 1977
- Pholcus mascaensis Wunderlich, 1987
- Pholcus maturata Huber, 2011
- Pholcus mazumbai Huber, 2011
- Pholcus mbuti Huber, 2011
- Pholcus mecheria Huber, 2011
- Pholcus medicus Senglet, 1974
- Pholcus medog Zhang, Zhu & Song, 2006
- Pholcus mengla Song & Zhu, 1999
- Pholcus mentawir Huber, 2011
- Pholcus mianshanensis Zhang & Zhu, 2009
- Pholcus minang Huber, 2011
- Pholcus mirabilis Yao & Li, 2012
- Pholcus moca Huber, 2011
- Pholcus montanus Paik, 1978
- Pholcus multidentatus Wunderlich, 1987
- Pholcus muralicola Maughan & Fitch, 1976
- Pholcus nagasakiensis Strand, 1918
- Pholcus namkhan Huber, 2011
- Pholcus namou Huber, 2011
- Pholcus negara Huber, 2011
- Pholcus nenjukovi Spassky, 1936
- Pholcus nkoetye Huber, 2011
- Pholcus nodong Huber, 2011
- Pholcus obscurus Yao & Li, 2012
- Pholcus oculosus Zhang & Zhang, 2000
- Pholcus okgye Huber, 2011
- Pholcus opilionoides (Schrank, 1781)
- Pholcus ornatus Bösenberg, 1895
- Pholcus otomi Huber, 2011
- Pholcus ovatus Yao & Li, 2012
- Pholcus pagbilao Huber, 2011
- Pholcus pakse Huber, 2011
- Pholcus papilionis Peng & Zhang, 2011
- Pholcus paralinzhou Zhang & Zhu, 2009
- Pholcus parayichengicus Zhang & Zhu, 2009
- Pholcus parkyeonensis Kim & Yoo, 2009
- Pholcus parthicus Senglet, 2008
- Pholcus parvus Wunderlich, 1987
- Pholcus pennatus Zhang, Zhu & Song, 2005
- Pholcus persicus Senglet, 1974
- Pholcus phalangioides (Fuesslin, 1775)
- Pholcus phoenixus Zhang & Zhu, 2009
- Pholcus phui Huber, 2011
- Pholcus phungiformes Oliger, 1983
- Pholcus pojeonensis Kim & Yoo, 2008
- Pholcus ponticus Thorell, 1875
- Pholcus pyu Huber, 2011
- Pholcus qingchengensis Gao, Gao & Zhu, 2002
- Pholcus quinghaiensis Song & Zhu, 1999
- Pholcus quinquenotatus Thorell, 1878
- Pholcus reevesi Huber, 2011
- Pholcus roquensis Wunderlich, 1992
- Pholcus ruteng Huber, 2011
- Pholcus saaristoi Zhang & Zhu, 2009
- Pholcus sabah Huber, 2011
- Pholcus satun Huber, 2011
- Pholcus schwendingeri Huber, 2011
- Pholcus sepaku Huber, 2011
- Pholcus shangrila Zhang & Zhu, 2009
- Pholcus shuangtu Yao & Li, 2012
- Pholcus sidorenkoi Dunin, 1994
- Pholcus silvai Wunderlich, 1995
- Pholcus simbok Huber, 2011
- Pholcus singalang Huber, 2011
- Pholcus socheunensis Paik, 1978
- Pholcus sogdianae Brignoli, 1978
- Pholcus sokkrisanensis Paik, 1978
- Pholcus songi Zhang & Zhu, 2009
- Pholcus songxian Zhang & Zhu, 2009
- Pholcus soukous Huber, 2011
- Pholcus spasskyi Brignoli, 1978
- Pholcus spiliensis Wunderlich, 1995
- Pholcus spilis Zhu & Gong, 1991
- Pholcus steineri Huber, 2011
- Pholcus strandi Caporiacco, 1941
- Pholcus sublingulatus Zhang & Zhu, 2009
- Pholcus suboculosus Peng & Zhang, 2011
- Pholcus subwuyiensis Zhang & Zhu, 2009
- Pholcus sudhami Huber, 2011
- Pholcus suizhongicus Zhu & Song, 1999
- Pholcus sumatraensis Wunderlich, 1995
- Pholcus sveni Wunderlich, 1987
- Pholcus taarab Huber, 2011
- Pholcus tahai Huber, 2011
- Pholcus taibaiensis Wang & Zhu, 1992
- Pholcus taibeli Caporiacco, 1949
- Pholcus taishan Song & Zhu, 1999
- Pholcus taita Huber, 2011
- Pholcus tenerifensis Wunderlich, 1987
- Pholcus thakek Huber, 2011
- Pholcus tongi Yao & Li, 2012
- Pholcus triangulatus Zhang & Zhang, 2000
- Pholcus tuoyuan Yao & Li, 2012
- Pholcus turcicus Wunderlich, 1980
- Pholcus tuyan Yao & Li, 2012
- Pholcus twa Huber, 2011
- Pholcus undatus Yao & Li, 2012
- Pholcus varirata Huber, 2011
- Pholcus vatovae Caporiacco, 1940
- Pholcus velitchkovskyi Kulczynski, 1913
- Pholcus vesculus Simon, 1901
- Pholcus wahehe Huber, 2011
- Pholcus wangi Yao & Li, 2012
- Pholcus wangtian Tong & Ji, 2010
- Pholcus wangxidong Zhang & Zhu, 2009
- Pholcus woongil Huber, 2011
- Pholcus wuling Tong & Li, 2010
- Pholcus wuyiensis Zhu & Gong, 1991
- Pholcus xiaotu Yao & Li, 2012
- Pholcus xingren Chen, Zhang & Zhu, 2011
- Pholcus xingyi Chen, Zhang & Zhu, 2011
- Pholcus yangi Zhang & Zhu, 2009
- Pholcus yeongwol Huber, 2011
- Pholcus yi Yao & Li, 2012
- Pholcus yichengicus Zhu, Tu & Shi, 1986
- Pholcus yoshikurai Irie, 1997
- Pholcus youngae Huber, 2011
- Pholcus yuantu Yao & Li, 2012
- Pholcus yugong Zhang & Zhu, 2009
- Pholcus yunnanensis Yao & Li, 2012
- Pholcus zham Zhang, Zhu & Song, 2006
- Pholcus zhangae Zhang & Zhu, 2009
- Pholcus zhui Yao & Li, 2012
- Pholcus zhuolu Zhang & Zhu, 2009
- Pholcus zichyi Kulczynski, 1901